# Jonschwil
Jonschwil är en ort och kommun i distriktet Wil i kantonen Sankt Gallen, Schweiz. Kommunen har 4 023 invånare (2023).
Kommunen består av orterna Jonschwil och Schwarzenbach.